# Aldan (stad)
Aldan (Russisch: Алдан) is een stad in de Russische autonome republiek Jakoetië. De stad ligt aan de gelijknamige rivier de Aldan (Алдан), 530 km ten zuiden van Jakoetsk.
In 1923 werd de nederzetting Nezametny (Незаметный) gesticht. In 1939 werd de huidige naam en de stadsstatus verkregen.
Aldan heeft een luchthaven.
Oeloesen: Abyjski · Aldanski · Allaichovski · Amginski · Anabarski · Boeloenski · Verchneviljoejski · Verchnekolymski · Verchojanski · Viljoejski · Gorny · Zjiganski · Kobjajski · Lenski · Megino-Kangalasski · Mirninski · Momski · Namski · Nerjoengrinski · Nizjnekolymski · Njoerbinski · Ojmjakonski · Olenjokski · Oljokminski · Srednekolymski · Soentarski · Tattinski · Tomponski · Oest-Aldanski · Oest-Majski · Oest-Janski · Changalasski · Tsjoeraptsjinski · Eveno-Bytantajski

Bestuurlijk centrum: Jakoetsk

Grote steden: Aldan · Lensk · Mirny · Nerjoengri · Njoerba · Oedatsjny · Oljokminsk · Pokrovsk · Srednekolymsk · Tommot · Verchojansk · Viljoejsk